# Valeria Molin Pradel
Valeria Molin Pradel (Bolzano, 13 febbraio 1979) è un'ex hockeista su ghiaccio italiana.

## Biografia
Figlia di Loris Molin Pradel, attuale vice presidente della squadra di hockey su ghiaccio femminile EV Bozen Eagles, è stata un membro del Mensa International; il suo quoziente d'intelligenza è pari a 160. Ha partecipato sia a L'eredità vincendo 47.500 euro che alla dodicesima edizione del reality show Grande Fratello, dove è stata eliminata dopo 36 giorni.
Nel 2015 è stata per alcuni mesi legata sentimentalmente ad Alex Schwazer. Nel novembre 2015 ha conseguito all'Università degli Studi di Verona la laurea in Ostetricia.

## Carriera
Ha esordito in massima serie giovanissima, nella stagione 1992-1993, con le Eagles Bolzano, con cui ha giocato fino a quando ha deciso, nel 1998, di ritirarsi per motivi di studio, a soli 19 anni. Il suo numero di maglia è sempre stato il 33. Con le bolzanine ha vinto due scudetti consecutivi: 1996-1997 e 1997-1998.
Nell'autunno 2015, dopo diciassette anni, è tornata a giocare ad hockey su ghiaccio, con la maglia dell'EV Bozen Eagles, eredi delle Eagles Bolzano.